# Ai no Dai 6 Kan
Ai no Dai 6 Kan (愛の第6感) è il sesto album in studio del gruppo femminile giapponese Morning Musume, pubblicato nel 2004.

## Tracce
Tutte le tracce sono scritte e composte da Tsunku.
1. Namida ga Tomaranai Hōkago (涙が止まらない放課後) – 3:46
2. Sukiyaki (すき焼き) – 3:05
3. Haru no Uta (春の歌) – 4:16
4. Joshi Kashimashi Monogatari  (女子かしまし物語) – 6:00
5. Chokkan: Toki to Shite Koi wa (直感～時として恋は～) – 4:15
6. Dokusen'yoku (独占欲) – 3:46
7. Lemon Iro to Milk Tea (レモン色とミルクティ) – 3:31
8. Roman: My Dear Boy (浪漫 〜MY DEAR BOY〜) – 3:56
9. Koe (声) – 5:36
10. Help!! – 2:28
11. Ship! To the Future – 3:33
12. Joshi Kashimashi Monogatari 2 (女子かしまし物語２) – 5:08